# Divier Nelli
Divier Nelli (Viareggio, 15 settembre 1974) è uno scrittore e curatore editoriale italiano.

## Biografia
Autore scoperto alla fine degli anni Novanta da Raffaele Crovi, nel 2005 ha partecipato a R(e)esistere, iniziativa sorta per commemorare le vittime dell'eccidio di Sant'Anna di Stazzema.
Nel 2010 è stato direttore della collana Gialli Rusconi; in seguito ha curato la sezione narrativa della casa editrice Rusconi Libri. Nel biennio 2019-20, insieme a Mariano Sabatini, ha diretto la casa editrice Polillo Editore.

## Opere

### Romanzi
- Divier Nelli, La contessa, Firenze, Passigli editori, 2002, ISBN 9788836807239.
- Divier Nelli, Falso binario, Firenze, Passigli editori, 2004, ISBN 9788836808526.
- Divier Nelli, Leonardo Gori, Il lungo inganno, Varese, Hobby & Work, 2009, ISBN 9788878518414. Nuova edizione Divier Nelli, Leonardo Gori, Il lungo inganno, Milano, Tea, 2018, ISBN 9788850248322.
- Divier Nelli, Amore dispari, Roma, Carlo Gallucci editore, 2013, ISBN 9788861456211.
- Divier Nelli, Coma, Roma, Carlo Gallucci editore, 2014, ISBN 9788861457683.
- Divier Nelli, Il giorno degli orchi, Milano, Guanda, 2017, ISBN 9788823518452.
- Divier Nelli, Posso cambiarti la vita, Rimini, Vallecchi-Firenze, 2021, ISBN 9788882521158.
- Divier Nelli, Deus est machina?, Rimini, Vallecchi-Firenze, 2022, ISBN 9788882521608.

### Racconti
- Divier Nelli, I ragazzi del molo, in Gian Franco Orsi (a cura di), Fez, struzzi e manganelli, Milano, Sonzogno, 2005, ISBN 9788845412325.
- Divier Nelli, Quando scende la notte, in Marco Vichi (a cura di), Delitti in provincia, Milano, Guanda, 2007, ISBN 9788860880581.
- Divier Nelli, Un lavoro per vecchi, in Divier Nelli (a cura di), Drugs, Milano, Guanda, 2011, ISBN 9788860883094.
- Divier Nelli, Il nostro Garibaldi, in Luigi De Pascalis, Luigi Sanvito (a cura di), Camicie rosse, storie nere, Varese, Hobby & Work, 2011, ISBN 9788878519299.
- Divier Nelli, Un grande amore, in Marco Vichi (a cura di), È tutta una follia, Milano, Guanda, 2012, ISBN 9788860888426.
- Divier Nelli, Decameron 2013, a cura di Marco Vichi, Pisa, Felici, 2013, ISBN 9788860196491.
- Divier Nelli, Il salto, Pisa, Leonardo edizioni, 2016, ISBN 9788868000387.
- Divier Nelli, Un lavoro per vecchi, in Lorenzo Chiodi (a cura di), Tris, vol. 2, Firenze, Giorgi Libri, 2016.
- Divier Nelli, La verità, in Divier Nelli (a cura di), Moon, Teramo, Lisciani Libri, 2019, ISBN 9788833510798.

### Altre opere
- Divier Nelli (a cura di), Drugs, Milano, Guanda, 2011, ISBN 9788860883094.
- Francesco Mastriani, Il mio cadavere, a cura di Divier Nelli, 1ª ed., Rimini, Rusconi Libri, 2010, ISBN 9788818027464.  Il mio cadavere, 2ª ed., Rusconi Libri, 2019, ISBN 9788818033540.
- Divier Nelli (a cura di), Moon, Teramo, Lisciani Libri, 2019, ISBN 9788833510798.